# Cortinarius rigidiusculus
Cortinarius rigidiusculus är en svampart som beskrevs av Nezdojm. 1983. Cortinarius rigidiusculus ingår i släktet Cortinarius och familjen spindlingar.   Inga underarter finns listade i Catalogue of Life.